# Uganda na Letnich Igrzyskach Paraolimpijskich 2016
Ugandę na Letnich Igrzyskach Olimpijskich w 2016 roku reprezentował 1 zawodnik. Był nim David Emong - chorąży kadry. Zdobył on 1 srebrny medal w biegu na 1500 m w kategorii T46.

## Medale

### Srebrne Medale
- David Emong - Lekkoatletyka - Bieg na 1500 m (T46)

## Wyniki
| Zawodnik    | Konkurencja          | Eliminacje     | Eliminacje     | Finał                  | Finał                  |
| Zawodnik    | Konkurencja          | Czas           | Wynik          | Czas                   | Wynik                  |
| ----------- | -------------------- | -------------- | -------------- | ---------------------- | ---------------------- |
| David Emong | Bieg na 400 m (T47)  | 58.30          | 16.            | Nie zakwalifikował się | Nie zakwalifikował się |
| David Emong | Bieg na 1500 m (T46) | Nie rozgrywano | Nie rozgrywano | 4.00.62                | 2.                     |